# San Salvatore in Pensili de Sorraca
San Salvatore in Pensili de Sorraca var en kyrkobyggnad i Rom, helgad åt Frälsaren. Kyrkan var belägen vid dagens Via delle Botteghe Oscure i Rione Sant'Angelo. På denna plats står numera Polens nationskyrka i Rom, San Stanislao dei Polacchi.

## Etymologi
Tillnamnet ”Pensili” kommer av latinets pensilis, ”hängande”, och syftar i detta sammanhang på ”vilande på valvbågar”; det vill säga valvbågarna i Circus Flaminius. Enligt en annan teori kommer ”Pensili” av det germanska pisil, ”ugn”, som åsyftar de brännugnar i området, vilka användes vid kalktillverkning.
Tillnamnet ”Sorraca” syftar på en romersk familj som i området ägde fastigheter.

## Kyrkans historia
San Salvatore uppfördes på ruinerna av Circus Flaminius norra långsida. Kyrkans första dokumenterade omnämnande återfinns i ett dokument från år 1174 i arkivet till kyrkan Santa Prassede.
En inskription från påve Honorius IV:s (1285–1287) pontifikat minner om en restaurering av kyrkan. Under Roms skövling i maj 1527 fann en grupp försvarare skydd i ett medeltida torn bredvid kyrkan. Gruppen hade med sig ett stort lager ammunition och krut, som dock exploderade och även skadade kyrkan. År 1578 förlänade påve Gregorius XIII (1572–1585) kyrkan åt den polske kardinalen Stanislaus Hosius, som lät bygga om kyrkan från grunden (a fundamentis). Den nya kyrkan helgades åt den helige martyrbiskopen Stanislaus av Kraków. Från kyrkan San Salvatore in Pensili de Sorraca återstår altarmålningen Jesus Kristus med de heliga Stanislaus, Adalbert och Hyacint, utförd av Antiveduto Grammatica.

## Omnämningar i kyrkoförteckningar
| Katalog                                                        | År         | Benämning                                   |
| -------------------------------------------------------------- | ---------- | ------------------------------------------- |
| Il Catalogo Parigino                                           | cirka 1230 | Salvator de Sorraca                         |
| Il Catalogo di Torino                                          | cirka 1320 | Ecclesia sancti Salvatoris de Sorrata       |
| Il Catalogo del Signorili                                      | cirka 1425 | sci. Salvatoris de Sorraca                  |
| Il Catalogo del Signorili                                      | cirka 1425 | sci. Salvatoris de Pesulis                  |
| Il Liber Anniversariorum Sancti Salvatoris ad Sancta Sanctorum | 1461       | Ecclesia S. Salvatoris super Arcum obscurum |

## Bilder
| - Dagens kyrka på platsen – San Stanislao dei Polacchi. |